# Marie Martinod
Marie Martinod (ur. 20 lipca 1984 w Bourg-Saint-Maurice) – francuska narciarka dowolna, specjalizująca się w halfpipie, dwukrotna wicemistrzyni olimpijska, wicemistrzyni świata.

## Kariera
W Pucharze Świata zadebiutowała 22 listopada 2003 roku w Saas-Fee, gdzie zwyciężyła w halfpipie. Tym samym już w swoim debiucie nie tylko zdobyła pierwsze pucharowe punkty, ale od razu sięgnęła po zwycięstwo. Wyprzedziła tam Virginie Faivre ze Szwajcarii i swą rodaczkę, Marie Andrieux. Najlepsze wyniki osiągnęła w sezonie 2003/2004, kiedy to była druga w klasyfikacji generalnej, a w klasyfikacji halfpipe’u zdobyła Małą Kryształową Kulę. W klasyfikacji halfpipe’u triumfowała także w sezonie 2016/2017, a w klasyfikacji generalnej była trzecia.
W 2013 roku wystartowała na mistrzostwach świata w Voss, zajmując piąte miejsce. Na rozgrywanych rok później igrzyskach olimpijskich w Soczi wywalczyła srebrny medal, przegrywając tylko z Maddie Bowman z USA. Ponadto drugie miejsce zajęła również podczas mistrzostw świata w Sierra Nevada w 2017 roku, plasując się między Japonką Ayaną Onozuką i Devin Logan z USA. Na igrzyskach olimpijskich w Pjongczangu w 2018 roku zdobyła srebrny medal olimpijski w halfpipie.

## Osiągnięcia

### Igrzyska olimpijskie
| Miejsce | Dzień     | Rok  | Miejscowość | Konkurencja | Zwyciężczyni  |
| ------- | --------- | ---- | ----------- | ----------- | ------------- |
| 2.      | 20 lutego | 2014 | Soczi       | halfpipe    | Maddie Bowman |
| 2.      | 20 lutego | 2018 | Pjongczang  | halfpipe    | Cassie Sharpe |

### Mistrzostwa świata
| Miejsce | Dzień    | Rok  | Miejscowość   | Konkurencja | Zwyciężczyni    |
| ------- | -------- | ---- | ------------- | ----------- | --------------- |
| 5.      | 5 marca  | 2013 | Voss          | Halfpipe    | Virginie Faivre |
| 2.      | 18 marca | 2017 | Sierra Nevada | Halfpipe    | Ayana Onozuka   |

### Puchar Świata

#### Miejsca w klasyfikacji generalnej
- sezon 2003/2004: 2.
- sezon 2012/2013: 68.
- sezon 2013/2014: 65.
- sezon 2014/2015: 43.
- sezon 2015/2016: 44
- sezon 2016/2017: 4.
- sezon 2017/2018: 19.

#### Zwycięstwa w zawodach
1. Saas-Fee – 22 listopada 2003 (halfpipe)
2. Les Contamines – 8 marca 2004 (halfpipe)
3. Bardonecchia – 13 marca 2004 (halfpipe)
4. Copper Mountain – 17 grudnia 2016 (halfpipe)
5. Mammoth Mountain – 3 lutego 2017 (halfpipe)
6. Bokwang – 18 lutego 2017 (halfpipe)
7. Copper Mountain – 8 grudnia 2017 (halfpipe)

#### Pozostałe miejsca na podium w zawodach
1. Copper Mountain – 20 grudnia 2013 (halfpipe) – 3. miejsce
2. Park City – 5 lutego 2016 (halfpipe) – 3. miejsce
3. Tignes – 10 marca 2016 (halfpipe) – 3. miejsce
4. Tignes – 6 marca 2017 (halfpipe) – 3. miejsce
5. Cardrona – 1 września 2017 (halfpipe) – 3. miejsce
6. Tignes – 22 marca 2018 (halfpipe) – 2. miejsce